# Expo 2005

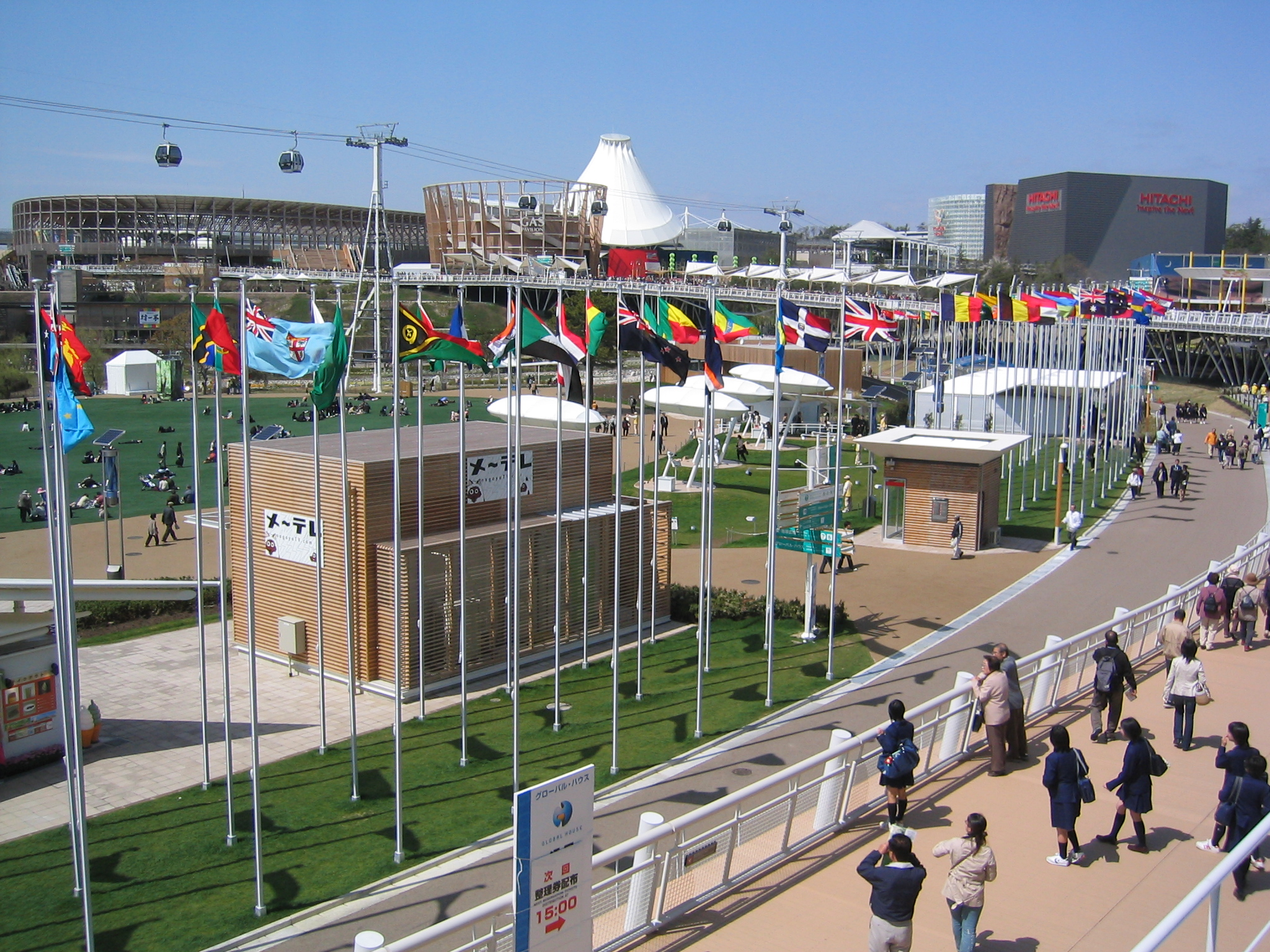
Expo met de paviljoens op de achtergrond

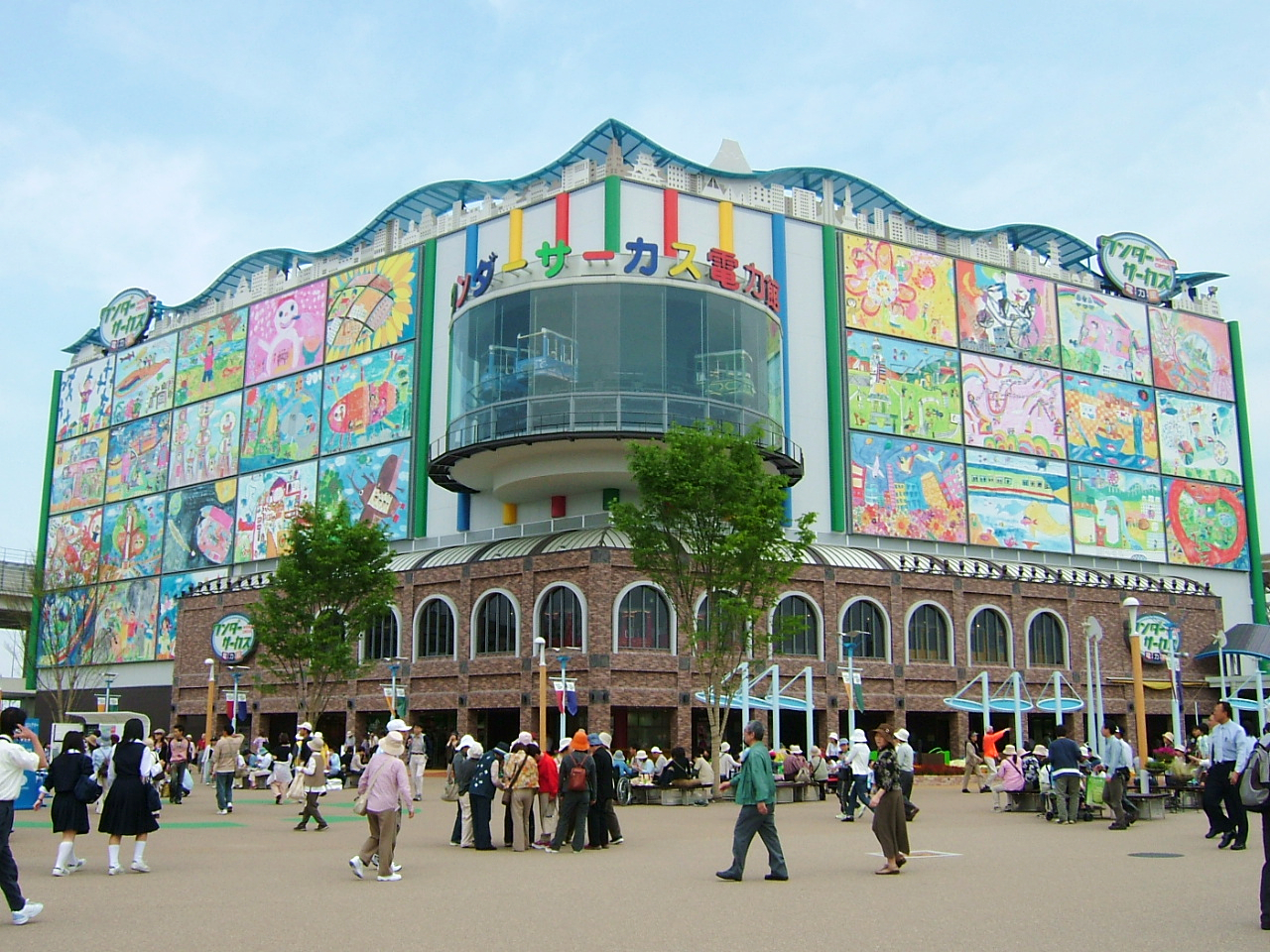
"Wonder Circus", het elektrische paviljoen

De Expo 2005 was een universele wereldtentoonstelling die werd gehouden in Nagoya, Japan, van 25 maart tot 25 september 2005. Het was Japans tweede universele wereldtentoonstelling, na Expo 70 in Osaka. Het was ook de vijfde Expo in Japan, na gespecialiseerde wereldtentoonstelling Okinawa (Expo 75) en Tsukuba (Expo 85), en de tuinbouwtentoonstelling Expo '90, ook in Osaka.

## Thema
Het thema van Expo 2005 was "wijsheid van de natuur". Centraal stonden ecologische samenwerking, milieubewuste technologie en de wonderen der natuur. De Japanse schrijfwijze voor de expo was Ai-chikyūhaku (愛・地球博), wat zoiets betekent als "Hou van de Aarde Expo."

## Locatie
De primaire locatie van de expo was een bosgebied in Nagakute, ten oosten van Nagoya. Dit gebied had een oppervlak van 1.73 vierkante kilometer. Een kleiner gebied van 0,15 km² was ook onderdeel van de expo. Dit gebied kon alleen worden bereikt per gondel van uit de hoofdlocatie.
De paviljoens voor de expo werden zo veel mogelijk gebouwd uit materiaal dat gerecycled kon worden of reeds gerecycled was, om zo de druk op het milieu te verminderen.
In de nabijgelegen stad Toyota werden gerelateerde evenementen gehouden, maar hiervoor werd geen speciaal gebied afgezet.

## Succes
De kosten van de Expo werden geschat op zo’n 340 biljoen yen, maar de opbrengst viel 10 biljoen yen hoger uit. Men had gerekend op 15 miljoen bezoekers, maar de expo trok 22.049.544 bezoekers.

## Mascottes

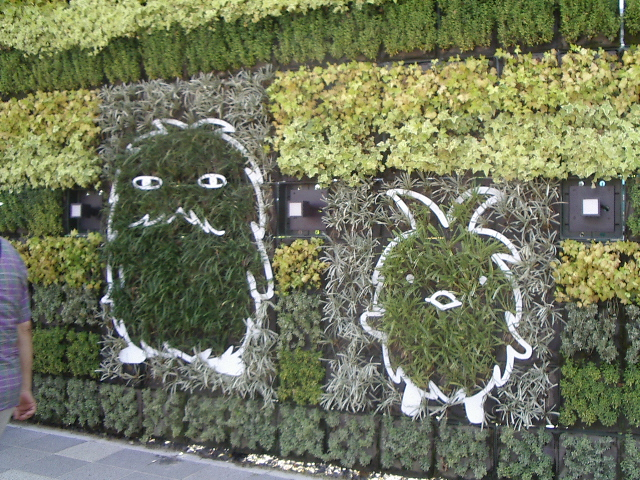
Morizo and Kiccoro op een bloemmuur

De mascottes voor de Expo 2005 waren キッコロ (Kiccoro) en モリゾー (Morizo), gezamenlijk bekend als "Morikoro."

## Attracties
"Satsuki and Mei's House," een recreatiehuis overgenomen uit Hayao Miyazaki's bekende film My Neighbor Totoro, was een van de meest succesvolle attracties. Het huis werd na de Expo gesloten, maar ging op 15 juli 2006 weer open voor publiek.
ASIMO, Honda's humanoïde robot, werd op de Expo tentoongesteld.

## Themalied
Het officiële themalied van de Expo was "I'll Be Your Love," gecomponeerd door Yoshiki Hayashi en gezonden door een zangeres genaamd Dahlia. Op 24 maart 2005 dirigeerde Yoshiki een orkest dat het nummer live speelde bij de openingsceremonie van de Expo.

## Nieuw transportsysteem
Op de Expo werden een paar nieuwe transportsystemen in gebruik genomen:
- Linimo – een magneetzweeftrein.
- Een hybride bus met brandstofcellen (FCHV-Bus)
- Intelligent Multimode Transitsysteem (IMTS)